# Nowiny (gmina Rudnik)
Nowiny – kolonia w Polsce, położona w województwie lubelskim, w powiecie krasnostawskim, w gminie Rudnik.
W latach 1975–1998 kolonia położona była w województwie zamojskim.